# Dialetto aukštaiziano
Il dialetto aukštaiziano (in lituano Aukštaičių tarmė) è in uso (accanto alla lingua lituana) nella regione etnografica dell'Aukštaitija e parte della Dzūkija e della Sudovia. Da tale dialetto sono nate le fondamenta della lingua lituana odierna (specie durante il periodo di bando della stampa lituana (1865-1904).

## Diffusione
Subdialetto di Šiauliai
     Subdialetto di Kaunas
     Subdialetto della contea di Klaipėda
     Subdialetto di Panevėžys
     Subdialetto di Širvintos
     Subdialetto di Anykščiai
     Subdialetto di Kupiškis
     Subdialetto di Utena
     Subdialetto di Vilnius
     Aukštaiziano del sud o subdialetto dzūkiano

Mappa dei sotto-dialetti del distretto dell'Aukštaitija (Zinkevičius e Girdenis, 1965).
Aukštaiziano dell'ovest
Subdialetto di Šiauliai
Subdialetto di Kaunas
Subdialetto della contea di Klaipėda
Aukštaiziano dell'est
Subdialetto di Panevėžys
Subdialetto di Širvintos
Subdialetto di Anykščiai
Subdialetto di Kupiškis
Subdialetto di Utena
Subdialetto di Vilnius
Aukštaiziano del sud
Aukštaiziano del sud o subdialetto dzūkiano

Le classificazioni delle varianti sono state proposte nel 1965 dai linguisti Zigmas Zinkevičius ed Aleksas Girdenis: tali scrittori hanno diviso il dialetto aukštaiziano in tre grandi gruppi in base ai dittonghi: an, am, en, em e le vocali ogonek ą ed ę:
1. Aukštaiziano dell'ovest: il più simile alla lingua lituana, che ne conserva sia i dittonghi che i vocali. Si suole ulteriormente suddividere in due sotto-dialetti:
  - Il subdialetto è parlato perlopiù in Sudovia nell'area di Kaunas. Questo è costituito da vocali lunghe e brevi con accenti sulle ultime sillabe;
  - Il subdialetto di Šiauliai parlato tra Samogizia ed Aukštaitija. Questo è costituito perlopiù da vocali brevi e accenti in posizione talvolta differente rispetto a quello parlato in Sudovia. (dumẽlis invece di dūmelis – piccolo fumo, vãgis invece di vagys – ladri, lãpu anziché lapų – foglie) e accento non sulla sillaba finale (ràsa invece di rasà – rugiada, tỹliu invece di tyliù – sto in silenzio, žmònos anziché žmonõs – mogli').
2. Aukštaiziano dell'est: sostituisce i dittonghi con un, um, in, im o on, om, ėn, ėm (pasumda anziché pasamdo – assumere, romstis invece di ramstis – supporto). Le vocali ogonek sono rimpiazzate da ų, į or o, ę/ė (grųštas o groštas invece di grąžtas – trapano, grįšt anziché gręžti – trapanare). Si parla perlopiù in Aukštaitija. Si suole distinguerla ulteriormente in sei subdialetti;
3. Aukštaiziano del sud: conserva il dittongo, ma sostituisce la ą e la ę con la ų e la į (žųsis invece che žąsis – oca, skįsta anziché skęsta – [egli] annega). Si parla soprattutto in Dzūkija ed è perciò anche noto come dialetto dzūkiano.